# Donnellia laxiuscula
Donnellia laxiuscula là một loài Rêu trong họ Sematophyllaceae. Loài này được (Cardot) W.R. Buck mô tả khoa học đầu tiên năm 1988.